# Manuel Bonnet
 (mai 2020).
Si vous disposez d'ouvrages ou d'articles de référence ou si vous connaissez des sites web de qualité traitant du thème abordé ici, merci de compléter l'article en donnant les références utiles à sa vérifiabilité et en les liant à la section « Notes et références ».
Pour les articles homonymes, voir Bonnet.
Manuel Bonnet est un comédien et écrivain français.

## Biographie
Manuel Bonnet est admis au Conservatoire national supérieur d'art dramatique de Paris (promotion 1973).
Il a travaillé pour le préfet Max Lavigne et participé à son dernier livre, Chantecoq, de la Cité royale à la Commune républicaine (Paris, 1996). La reconnaissance de son étude sur le ministre Paul Barbe (1836-1890), dans le cadre de sa contribution à la biographie d'Alfred Nobel qu'a publiée le cinéaste suédois Vilgot Sjömann, Mitt Hjärtebarn (Stockholm, 1995), a été récompensée par la création des Dossiers Manuel Bonnet aux Archives Nobel à Stockholm.

## Théâtre
- En attendant Godot, mise en scène Jean-Marie Russo
- Dix Petits Nègres mise en scène Jacqueline Bœuf
- Le Temps des gitans mise en scène Emir Kusturica (Opéra de Paris)
- Amadeusmise en scène Stéphane Hillel
- Entrez sans Frapper mise en scène Raymond Acquaviva
- La Boutique au coin de la rue de Miklós László, mise en scène Jean-Jacques Zilbermann, Théâtre Montparnasse, 2001
- Grison IV de Julien Vartet, mise en scène Gérard Savoisien, Théâtre des Mathurins, 1997
- Cinéma parlant de Julien Vartet, mise en scène Daniel Colas, Théâtre des Mathurins, 1996
- Drôle de gouter mise en scène Gérard Maro
- Roméo et Juliette mise en scène Jean-Paul Lucet
- Britanicus mise en scène Simone Beaudoin
- Andromaque mise en scène Pierre Santini
- Les Temps difficiles mise en scène Pierre Dux
- Lénine mise en scène Claude Vermorel
- Les Fourberies de Scapin mise en scène Pierre Boutron
- Trio pour deux canaris mise en scène François Duval
- L'Aiglon mise en scène Jean-Laurent Cochet
- Les Secrets de la comédie humaine de Félicien Marceau, mise en scène Paul-Émile Deiber, Théâtre du Palais Royal, 1975

## Filmographie partielle

### Télévision
(Liste non exhaustive)
- 1975 : L'Âge en fleur (série TV)
- 1977 : Deux auteurs en folie de Jean-Paul Roux (mini-série)
- 1977 : Les années d'illusion (série TV) d'après le roman d'A.J. Cronin : Pierre Louvain
- 1978 : Lazare Carnot : Le glaive de la révolution, téléfilm de Jean-François Delassus
- 1978 : Louis XI ou La naissance d'un roi, téléfilm d'Alexandre Astruc
- 1979 : Les Fourberies de Scapin, téléfilm de Paul-Robin Banhaïoun
- 1979 : Les Amours de la Belle Époque –  ép. Crapotte  (série TV)
- 1979 : Mon ami Gaylord de Pierre Goutas (mini-série) : Le dragueur
- 1980 : Le Nœud de vipères, téléfilm de Jacques Trébouta
- 1980 : Les Amours des années folles – ép. : Le danseur mondain  (série TV)
- 1981 : Le Petit Théâtre d'Antenne 2 – ép. Le songe du critique (série TV)
- 1984 : Les Dames à la licorne, téléfilm de Lazare Iglesis
- 1984 : Christmas Carol, le chant de Noël de Pierre Boutron : Scrooge jeune
- 1984 : Les Amours romantiques – ép. : Laure et Adriani  (séries)
- 1985 : Les Temps difficiles, téléfilm de Georges Folgoas
- 1985 : Châteauvallon, de Serge Friedman, Paul Planchon et Emmanuel Fonlladosa (feuilleton TV)
- 1986 : Madame et ses flics (série TV)
- 1988 : Le Chevalier de Pardaillan, feuilleton télévisé en 15 épisodes
- 1989 : Le masque  – ép. La danse de Salomé  (série)
- 1989-1991 : Tribunal (TV séries) : 4 épisodes
- 1991 : Cas de divorce (TV series) : 26 épisodes
- 1994 : Highlander – ép. Unholy Alliance (TV series)
- 1993-1995 :  Seconde B  (TV series) (13 épisodes)
- 1995 : À vous de décider - Tabou, téléfilm de Alain Robak
- 1996 : La Nouvelle Tribu de Roger Vadim (mini-série)
- 1996 : Sous le soleil – ép. Plage à vendre  (série TV)
- 1996 : Les Alsaciens ou les Deux Mathilde de Michel Favart (feuilleton TV)
- 1997 : Les Bœuf-carottes – La manière forte (TV series)
- 2005 : Jusqu'au bout, téléfilm de Maurice Failevic
- 2005 : Plus belle la vie   (TV series) : Colonel Keller (saison 2)
- 2006 : Monsieur Max (biopic de Max Jacob), téléfilm de Gabriel Aghion
- 2006 : Le procès de Bobigny, téléfilm de François Luciani
- 2006 : L'Affaire Villemin  de Raoul Peck (mini série)
- 2007 : R.I.S Police scientifique - Dépendances (TV series)
- 2007 : Sécurité intérieure de Patrick Grandperret (série)
- 2008 : Les Enfants d'Orion de Philippe Venault
- 2008 : Voici venir l'orage..., téléfilm de Nina Companeez
- 2009 : La vie est à nous (2 épisodes)  (TV series)
- 2009 : L'École du pouvoir (mini-série) de Raoul Peck
- 2009 : Enquêtes réservées de Benoît D’Aubert, Bruno Garcia (10 épisodes)
- 2011 : Section de recherches - ép.  Crève-cœur de Éric Leroux
- 2011 : Braquo - ép. Les Damnés  de Philippe Haïm
- 2011 : A la recherche du temps perdu, téléfilm de Nina Companeez
- 2012 : L'Été des Lip de Dominique Ladoge
- 2012 : Profilage - ép.  Fantômes

### Cinéma
(Liste non exhaustive)
- 1979 : Sibylle de Robert Cappa
- 1987 : Funny Boy de Christian Le Hémonet
- 1990 : In the Shadow of the Sandcastle de Philippe Blot
- 1994 : L'Affaire de Sergio Gobbi
- 1995 : Alfred de Vilgot Sjöman
- 1999 : Thomas le fauconnier (Sokoliar Tomas) de Václav Vorlíček
- 2000 : Scénarios sur la drogue - Jour de manque de Jean-Teddy Filippe
- 2002 : Rue des plaisirs de Patrice Leconte
- 2004 : Les Fautes d'orthographe de Jean-Jacques Zilbermann
- 2005 : Perds pas la boule de Maria Pia Crapanzano
- 2005 : Mort à l'écran de Alexis Ferrebeu
- 2007 : Le Dernier Gang de Ariel Zeitoun
- 2007 : 15 ans et demi de François Desagnat & Thomas Sorriaux
- 2008 : Ça se soigne ? de Laurent Chouchan
- 2012 : After Fall, Winter d'Eric Shaeffer

## Doublage
- 2012 : Royal Affair : Le ministre (Klaus Tange)

## Publications
- Niépce, une autre révolution, à l'ombre du Grand Carnot. Essai de bibliographie raisonnée du premier moteur à combustion interne (1806), Manuel Bonnet, Jean-Louis Bruley, Éditions Université pour Tous de Bourgogne, Centre de Chalon sur Saône, 2015 ;  (ISBN 979-10-93577-01-2)
- La Montansier (1730-1820), La fameuse directrice, Manuel Bonnet, Éditions Arlys, octobre 2009  (ISBN 978-2-85495-395-4)
- Niépce, Correspondance et Papiers, Manuel Bonnet, Jean-Louis Marignier, Éditions Maison Niépce, Saint-Loup-de-Varennes, 2003 – 2 vol. (XV-1535 p.)[1]
- Deux Gendarmes dans le Pacifique, film documentaire CINÉTÉVÉ/RFO, écrit par Manuel Bonnet, réalisé par Michel Kaptur 2000 [2]